# Mercato dei Grani e dei Lini
L'ex Mercato dei Grani e dei Lini, talora impropriamente denominato in tempi recenti Mercato Austro-Ungarico,  Mercato Austro Ungarico oppure Mercato Austroungarico, è un edificio civile di Crema.

## Storia

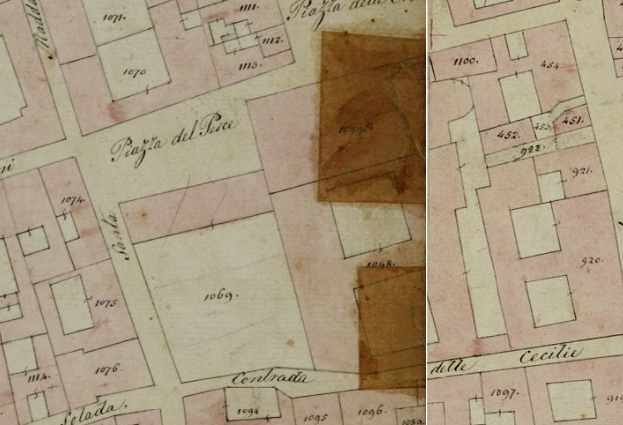
Piazza del Pesce (oggi porzione di Piazza Trento e Trieste) nel 1832 ca.

Fino ai primi decenni del XIX secolo la Piazza del Pesce aveva dimensioni assai inferiori rispetto l'attuale Piazza Trento e Trieste, praticamente riconducibili al solo spazio antistante la chiesa di San Domenico. Il resto della piazza era occupato da un terzo corpo di fabbrica pertinente al convento, sostanzialmente un terzo chiostro o Corte dell’inquisitore. 
Nell'anno 1825 nasceva l'esigenza di costruire una struttura coperta da destinare alla vendita di granaglie, panni e tessuti, verdure ed altri prodotti alimentari, orientandosi fin dall’inizio per uno stabile che unisse le esigenze pratiche ad una monumentalità celebrativa con particolare riferimento alla visita dell'imperatore Francesco I. Fino a quell’epoca tale tipo di mercanzie venivano esposte davanti il palazzo vescovile, un luogo che agli inizi del secolo venne assaltato dalla popolazione affamata dalle carestie e, quindi, ritenuto non più idoneo al decoro.

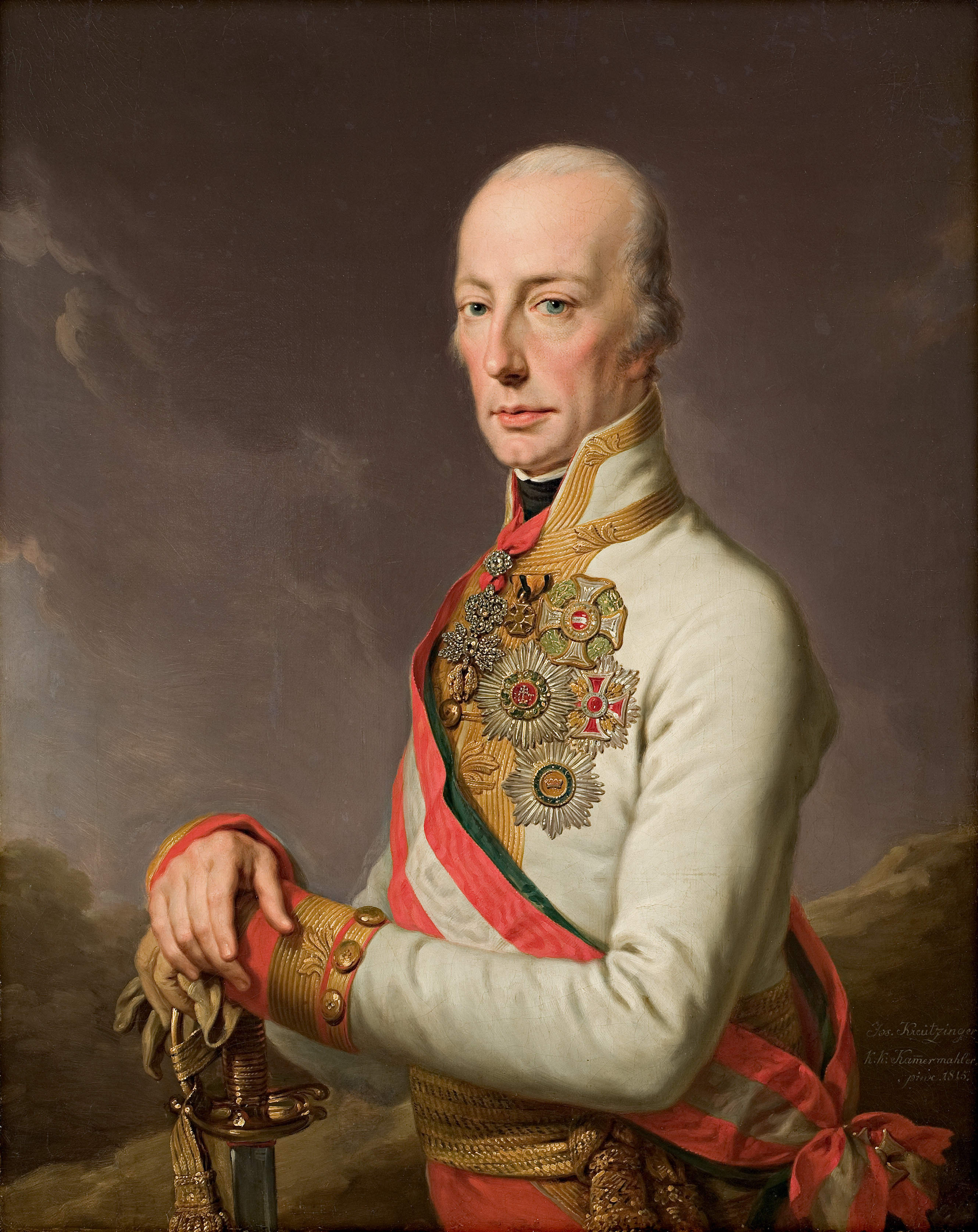
Joseph Kreutzinger: Francesco II d'Asburgo-Lorena, olio su tela, 1815, Graz, Universalmuseum Joanneum
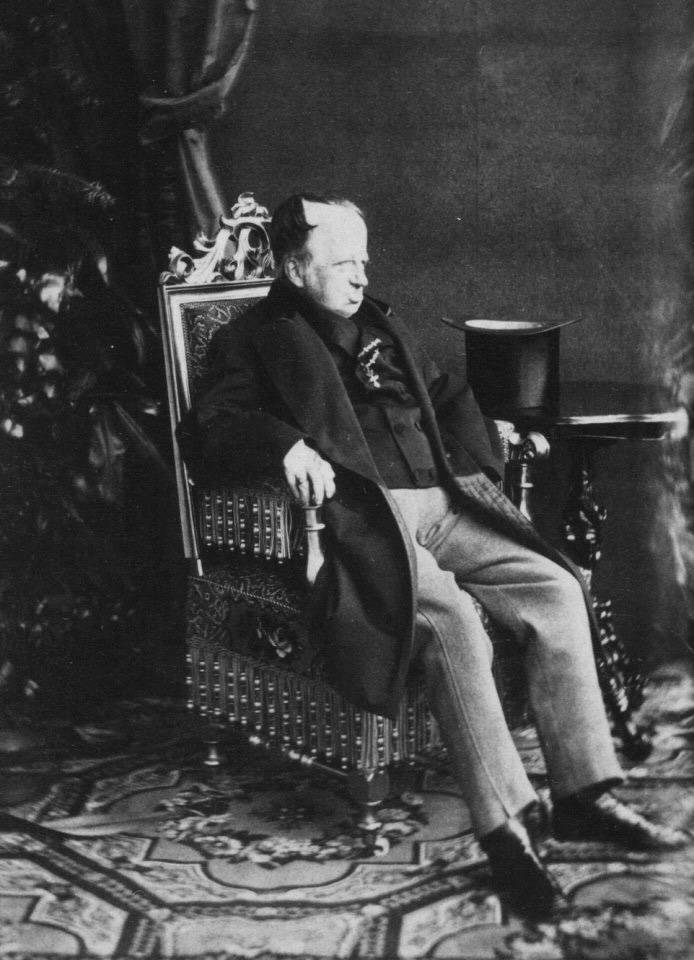
Wilhelm Rupp, Ritratto fotografico di Ferdinando I d'Austria 1860 ca., Vienna, Biblioteca nazionale austriaca, collezione Fideikommissbibliothek

La porzione di convento da demolire fu acquisita molti anni dopo e nel 1842 si operò l'abbattimento del chiostro e il conseguente ampliamento e livellazione della Piazza del Pesce'.
Il progetto venne affidato all’architetto lodigiano Baldassare Corbetta che dopo la presentazione di un primo progetto dovette aggiornarlo per recepire le osservazioni dell'ingegner architetto Pestagalli della Regia Direzione Generale delle pubbliche Costruzioni. L’ingegnere comunale Giovanni Massari, inoltre, introdusse d’ufficio la modifica del piano del porticato, in particolare il rialzo rispetto al piano della piazza; il preventivo di spesa fu di 66.901,22 Lire austriache.
La posa della prima pietra avvenne il 30 maggio 1842, sepolta in mezzo al portico: all'interno vi vennero rinchiusi  un verbale, i disegni del progetto dell’architetto Corbetta ed alcune monete; l'edificio venne inaugurato due anni dopo, nel 1844.

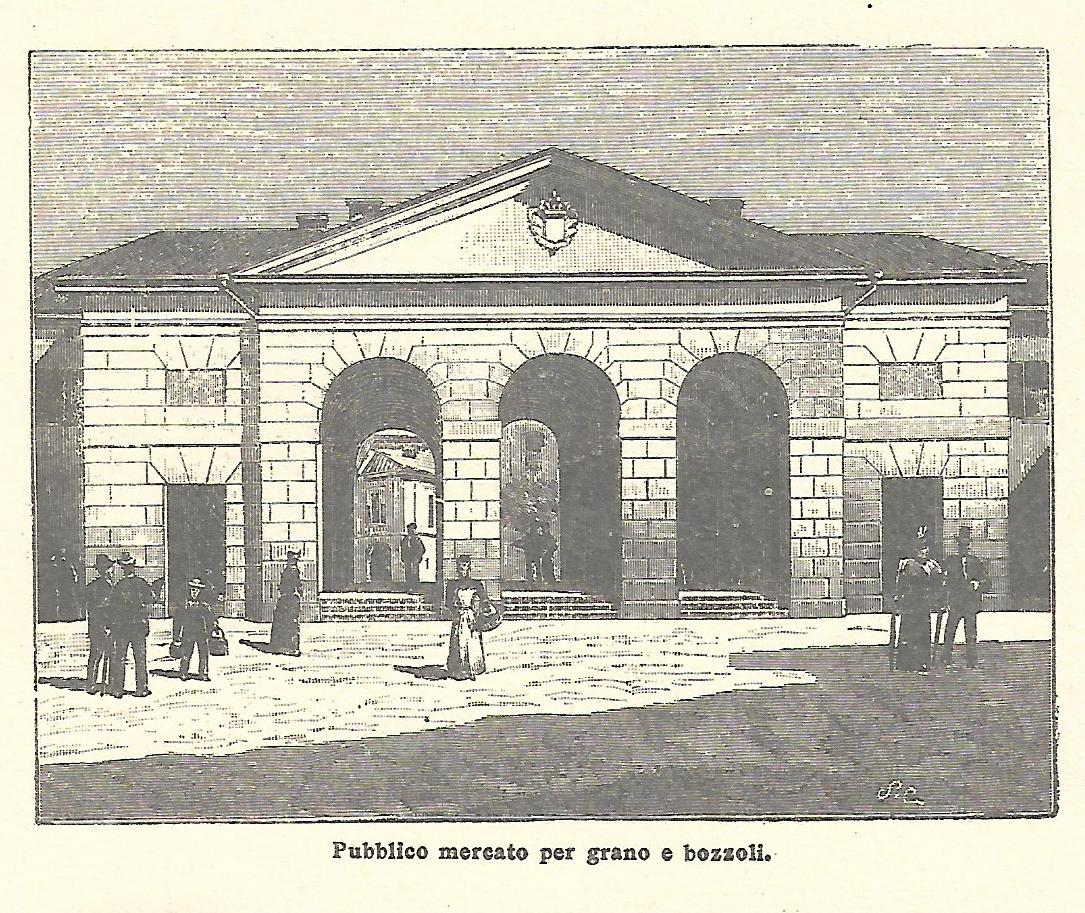
Il Mercato alla fine del XIX secolo.

Solo vent’anni dopo l’inaugurazione, nel 1862, si dovette intervenire sulla copertura per un repentino ammaloramento e ulteriori interventi di ordine strutturale vennero intrapresi nel 1870, nel 1885 e tra il 1899 e il 1903 (con l’inserimento degli abbaini.
Agli inizi del XX secolo vennero aggiunte alcune opere fisse e mobili per la vendita di generi alimentari, in continuità con l’ex chiesa di San Domenico, da poco acquisita al demanio comunale e pure essa trasformata in una sorta di mercato coperto; seguirono, l'lanno successivo l'allestimento di banchi per la vendita di pesce con copertura in zinco, ulteriori intelaiature con piano inclinato per la vendita di verdura, banchi e attrezzi per la vendita di trippa e di carne bovina, l'installazione di luce e gas.
Risale al 4 giugno 1912 il vincolo posto dal Ministero per l’Istruzione (organo allora competente) ai sensi della Legge n. 364 del 20 giugno 1907, poi confermato nel 1953.
Nel 1914 il vasto locale sottotetto, ex granaio, ospitò 120 militari con derivati problemi logistici (come la presenza di una sola latrina a disposizione, per esempio) ; un anno dopo le lastre di zinco, le vasche per il pesce e altre opere furono rimosse per permettere alla Croce Rossa Italiana di occupare (almeno fino al 1917) lo stabile (assieme all'ex chiesa di San Domenico) per l'allestimento di un ospedale militare; l'edificio venne sgomberato totalmente nel 1919
Nel 1924 venne inaugurato in mezzo alla piazza il Monumento ai Caduti con la presenza del principe ereditario Umberto II di Savoia; nell’occasione sulla facciata del Mercato vennero installate due lapidi celebrative.
In epoca fascista il Mercato fu uno dei luoghi di aggregazione prescelti per celebrare le glorie del movimento, quali il giuramento al duce.
Negli anni cinquanta del XX secolo l'intera area mercatale fu trasferita in Via Giuseppe Verdi, ove era stata interrata la Roggia Rino e costruite quattro grandi pensiline coperte. In vista del trasferimento del mercato, venne avanzata l'ipotesi di adattare la struttura a nuova sede dell’ufficio postale del centro cittadino, ma la proposta non ebbe alcun esito. 
Tra il 1994 ed il 1998 il Comune di Crema presentava tre FRISL grazie ai quali veniva interamente restaurato e recuperato l'immobile.

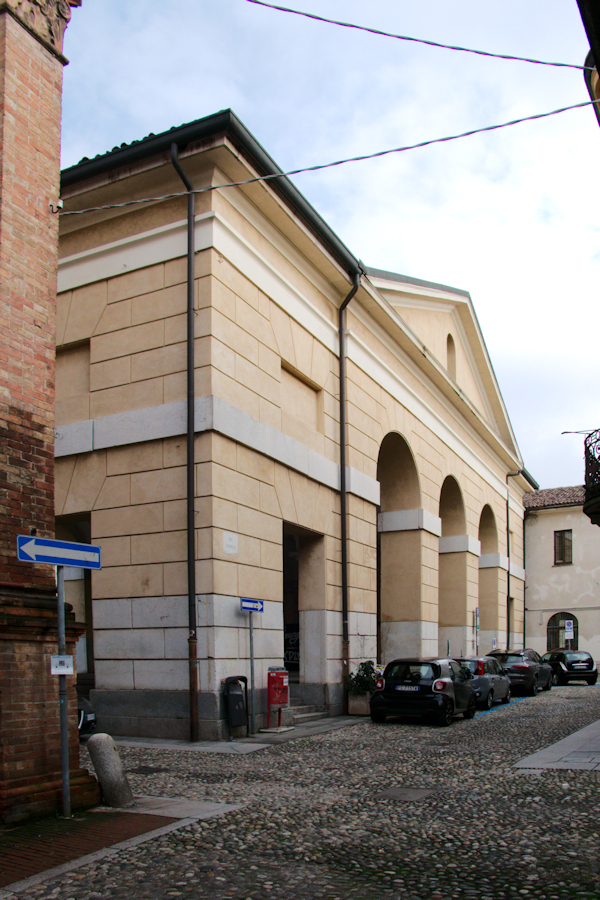
Il lato verso Via Verdelli.

Nel mese di novembre 2014 il vasto salone del sottotetto, ex magazzino e granaio, venne intitolato alla figura di Francesco "Checco" Edallo, professore, pittore, scultore, regista e attore teatrale amatoriale, fondatore della Compagnia del Santuario, scomparso in quell’anno. Nell'occasione veniva scoperto un mezzobusto in terracotta a lui dedicato realizzato da Mario Fabrizio Pirletti nel 1991, donato dalla famiglia e restaurato nell'anno 2025

## Caratteristiche

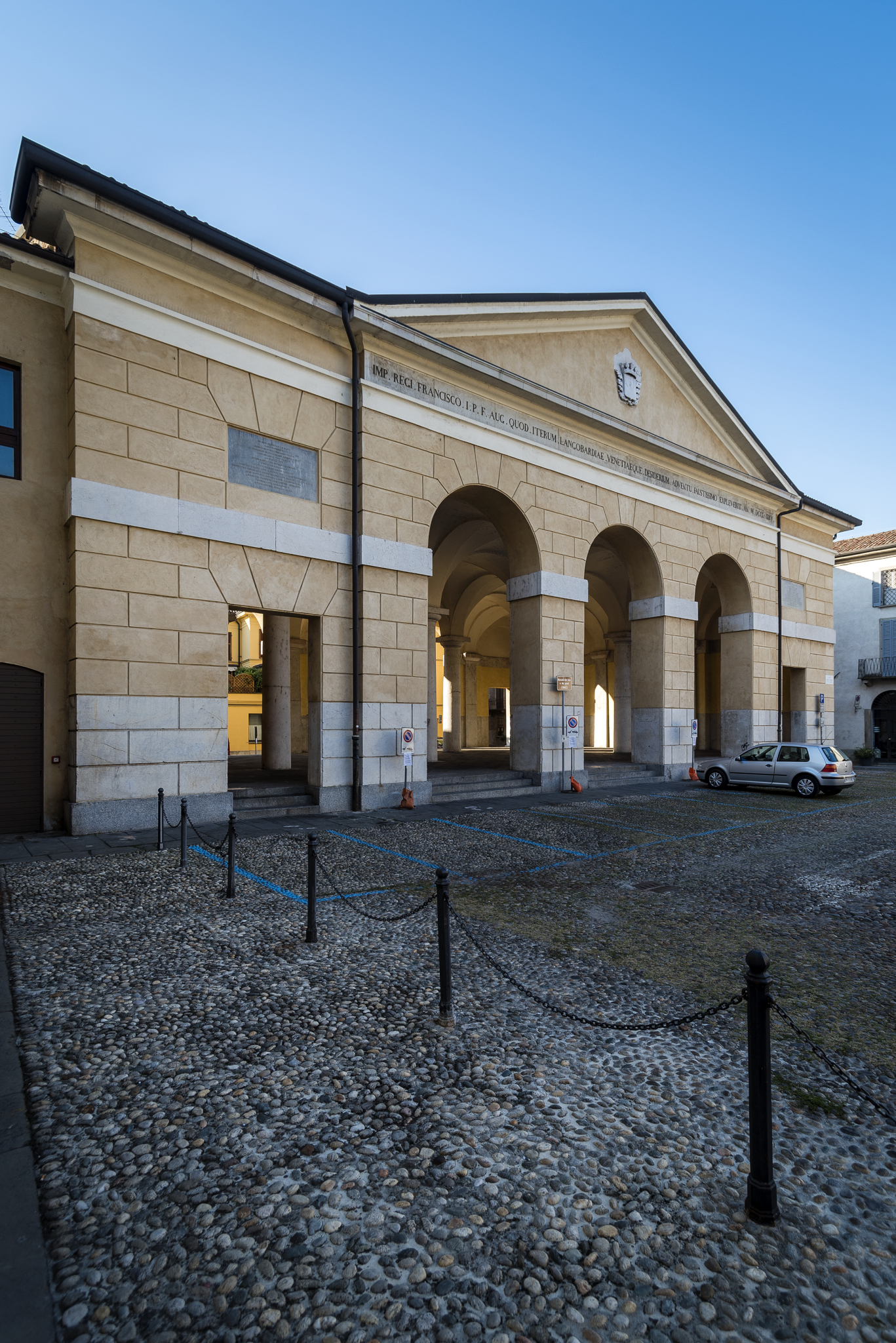
Veduta.

L'edificio ha una pianta rettangolare e presenta sui lati lunghi settentrionale e meridionale tre grandi fornici con arco a tutto sesto. Sono affiancate da due aperture rettangolari di dimensioni più ridotte sopra le quali si collocano due finestrelle rettangolari cieche;.
Il lato orientale è coperto dall'ex convento, quello occidentale ripete lo schema dei lati lunghi ma con una sola grande apertura.
I due lati lunghi, inoltre, sono provvisti di grande timpano triangolare poggianti su trabeazione; solo su quella settentrionale, affacciata verso la piazza, corre una scritta dedicatoria:
Sempre sul lato verso la piazza nelle due finestre rettangolari cieche nel 1924 vennero murate le seguenti lapidi.
Lapide di sinistra:
Lapide di destra:

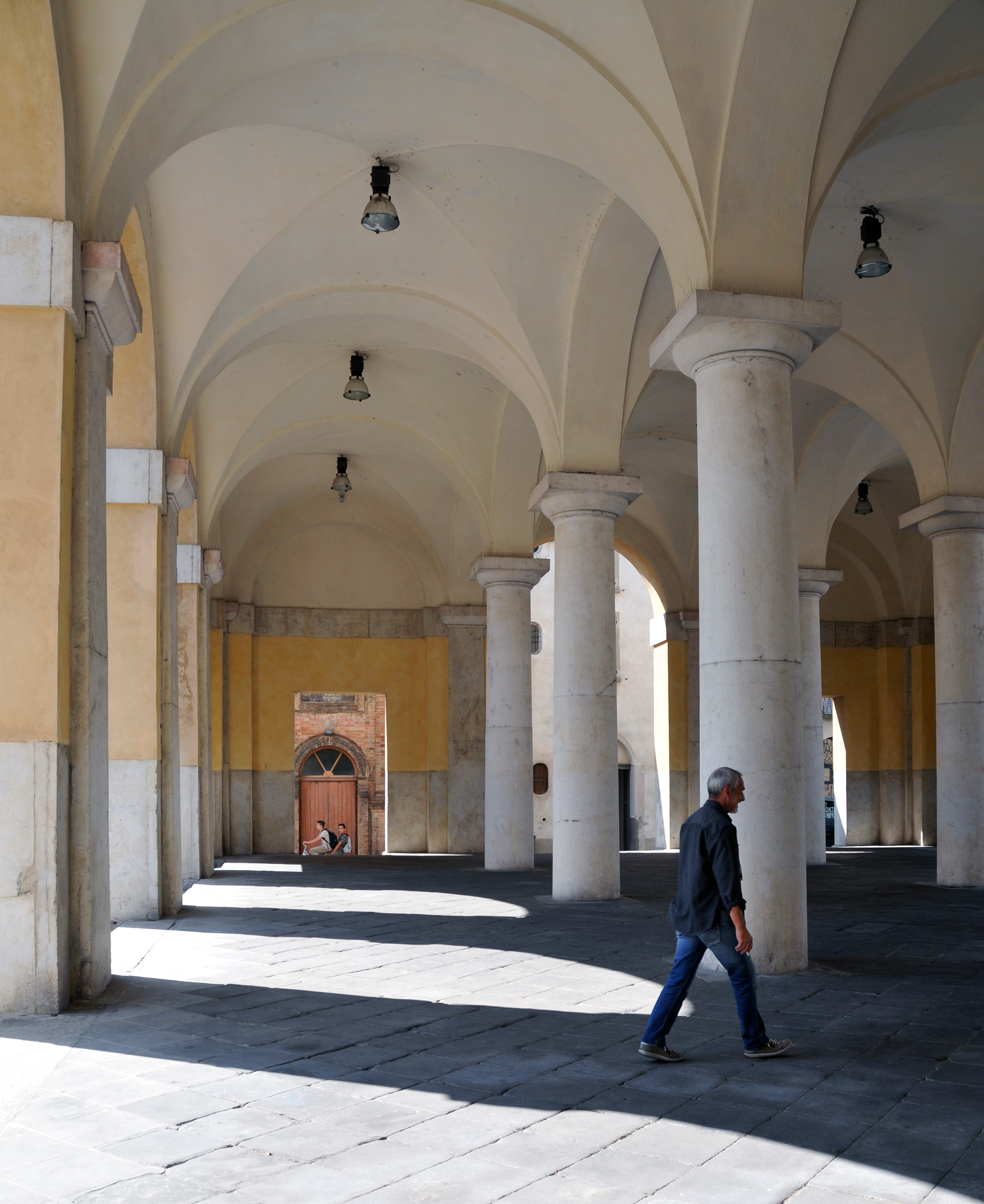
Scorcio interno.

La parte coperta ha una pavimentazione in lastre rettangolari in pietra bianca di Rezzato ed è divisa in quattro navate da otto alte colonne di ordine dorico in pietra di Corno che sostengono volte a crociera.